# Palais de Beaumont
Pour les articles homonymes, voir Beaumont.
Cet article possède un paronyme, voir Palais Beaumont.
Le palais de Beaumont, qui se dressait à la porte nord d'Oxford, est un palais royal construit par Henri Ier vers 1130 non loin de son pavillon de chasse de Woodstock (aujourd'hui annexé au parc du palais de Blenheim). Il occupait primitivement Beaumont Street, à Oxford. On peut encore lire, sur un parpaing d'un pilier du côté nord de cette rue, près de Walton Street, l'inscription : « Près de cet endroit de trouvaient les appartements royaux, rebaptisés par la suite Beaumont Palace. Richard Ier d'Angleterre y est né en 1157 ainsi que Jean sans Terre en 1167. »

## Historique
Henri passa les fêtes de Pâques 1133 dans la nouvelle salle (nova aula) de Beaumont en grande pompe, pour y célébrer la naissance de son petit-fils, le futur Henri II,. Édouard Ier fut le dernier souverain anglais à faire du château de Beaumont son palais royal : en 1275, il l'attribua à un homme de loi italien, Francesco Accorsi, qui s'était acquitté de missions diplomatiques pour son compte. Lorsqu’Édouard II fut mis en déroute à la bataille de Bannockburn en 1314, on dit qu'il aurait prié la Vierge Marie et fait vœu de fonder un monastère de carmes (de frères blancs) s'il parvenait à s'échapper sain et sauf. Pour exaucer ce vœu, il aurait fait don du château de Beaumont aux Carmes en 1318.
En 1318, ce palais fut le théâtre de l'affaire Deydras, usurpateur qui, à la faveur des troubles qui agitaient le royaume, s'établit dans les appartements en tant que roi légitime, et fut exécuté pour crime de lèse-majesté.

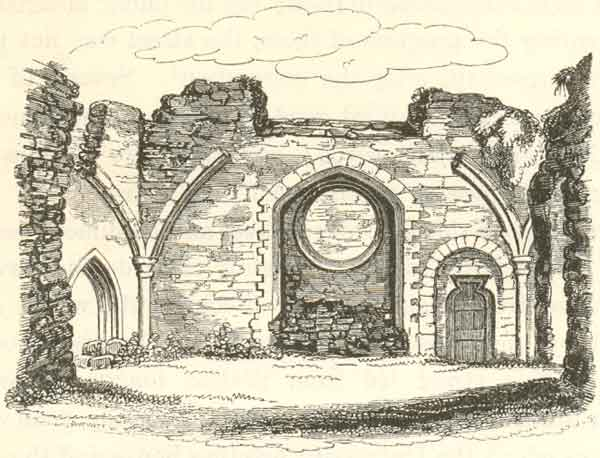
Croquis des ruines vers 1800.

La dispersion des Carmes sous la Réforme, entraîna la démolition de la plus grande partie des bâtiments et les pierres furent réemployées pour la construction des collèges de Christ Church et de St John's College. Une gravure de 1785 représente les vestiges du palais de Beaumont, qui disparut définitivement lors du creusement de Beaumont Street en 1829.